# Mike McGee
Michael Ray „Mike” McGee (ur. 29 lipca 1959 w Tyler) – amerykański koszykarz, występujący na pozycji rzucającego obrońcy, dwukrotny mistrz NBA z 1982 i 1985 roku, po zakończeniu kariery zawodniczej trener koszykarski.

## Osiągnięcia
NBA
- 2-krotny mistrz NBA (1982, 1985)[1]
- 2-krotny wicemistrz NBA (1983, 1984)[1]
- Lider play-off w skuteczności rzutów za 3 punkty (1985)[2]